# Godziszowa (gromada)
Godziszowa (do 31 XII 1971 Jawor) – dawna gromada, czyli najmniejsza jednostka podziału terytorialnego Polskiej Rzeczypospolitej Ludowej w latach 1954–1972.
Gromady, z gromadzkimi radami narodowymi (GRN) jako organami władzy najniższego stopnia na wsi, funkcjonowały od reformy reorganizującej administrację wiejską przeprowadzonej jesienią 1954 do momentu ich zniesienia z dniem 1 stycznia 1973, tym samym wypierając organizację gminną w latach 1954–1972.
Gromadę Godziszowa z siedzibą GRN w Godziszowej utworzono 1 stycznia 1972 w powiecie jaworskim w woj. wrocławskim w związku z przeniesieniem siedziby GRN gromady Jawor z Jawora do Godziszowej i zmianą nazwy jednostki na gromada Godziszowa.
Gromada przetrwała do końca 1972 roku, zaledwie jeden rok, czyli do kolejnej reformy gminnej.